# Opius moczari
Opius moczari är en stekelart som beskrevs av Fischer 1990. Opius moczari ingår i släktet Opius och familjen bracksteklar. Inga underarter finns listade i Catalogue of Life.